# Chet (musikalbum)
Chet från 1959 är ett musikalbum med Chet Baker.

## Låtlista
1. Alone Together (Arthur Schwartz/Howard Dietz) – 6:53
2. How High the Moon (Morgan Lewis/Nancy Hamilton) – 3:37
3. It Never Entered My Mind (Richard Rodgers/Lorenz Hart) – 4:41
4. 'Tis Autumn (Henry Nemo) – 5:18
5. If You Could See Me Now (Tadd Dameron/Carl Sigman) – 5:18
6. September Song (Kurt Weill/Maxwell Anderson) – 3:06
7. You'd Be So Nice To Come Home To (Cole Porter) – 4:33
8. Time on My Hands (Vincent Youmans/Harold Adamson/Mack Gordon) – 4:33
9. You and the Night and the Music (Arthur Schwartz/Howard Dietz) – 4:07

Bonusspår på cd-utgåvan från 1987
1. Early Morning Mood (Chet Baker) – 9:02

## Medverkande
- Chet Baker – trumpet
- Herbie Mann –  flöjt (spår 1, 4, 9, 10)
- Pepper Adams – barytonsax (spår 1–5, 7, 9–10)
- Kenny Burrell – gitarr (spår 1–7, 9, 10)
- Bill Evans – piano (spår 1–5, 7–10)
- Paul Chambers – bas
- Connie Kay – trummor (spår 1–3, 5–7)
- Philly Joe Jones – trummor (spår 4, 8–10)